# Olga poznává život
Olga poznává život je název dívčího románu Jaromíry Huttlové. Hlavní postavou knihy je osmnáctiletá Olga Šimonová, studentka čtvrtého ročníku obchodní akademie, která žije se svým bratrem v pronajatém bytě v Praze.
Román je jedním z četných děl Hüttlové, které patří sice do kategorie umělecky nenáročné a zábavné konzumní četby, ale obsahuje také výchovné a morální poslání.
Román vyšel v roce 1935, ilustroval ho O. Peška. Nakladatel byl Gustav Voleský, knihkupec v Praze XII, Fochova 15.

## Děj
Olze ve čtrnácti letech zemřeli krátce po sobě oba rodiče. Ona a její bratr Toník, čerstvý maturant, se museli přestěhovat z malého města v Pošumaví, Domažlic, do Prahy. Pronajali si byt, Toník studoval práva, Olga obchodní akademii a oba si vydělávali placenými kondicemi. Na přímluvu profesorky gymnázia se Olze podařilo získat velmi dobré místo u ruské rodiny Vazovských, kde měla doučovat sedmnáctiletou Zinu. Při prvním seznámení s rodinou se seznámila i se Zininým strýcem. Pětatřicetiletý Petr Ronský byl známý malíř, spisovatel a bohém. Zina si dělala nároky na volný čas Olgy, považovala ji nejen za svou učitelku, ale i přítelkyni, takže Olga měla při pobytu v domě mnoho příležitostí promluvit s Ronským, několikrát ji doprovodil i domů. Ronského zaujalo, že takové mladé děvče je velmi vzdělané, že zná jeho dílo a že se s ní dá o mnohém hovořit, Olga byla omámena jeho suverénností, „tajemností“ a galantností.
Olze se nabídla ke koupi levně chatka na Berounce, kde chtěli s bratrem trávit víkendy, aby nebyli pořád v Praze. Na chatě se seznámila s mladým úředníkem Milošem Hájem, který byl vášnivý motocyklista a veselý společník, čas s ním bezproblémově ubíhal.
Jednou když Ronský vezl Olgu z hodiny od Ziny, dal jí najevo, že mu na ní záleží, políbil ji a definitivně ji zamotal hlavu. On sám také cítil, že si k Olze vytvořil neobvykle silné pouto.
Rodina Vazovských se rozhodla, že přesídlí do Paříže, na rozloučenou se rozhodli navštívit ještě Karlovy Vary, kam pozvali jako Zininu společnici i Olgu. Zde trávila Olga společně čas s Petrem Ronským, ten však již věděl, že s rodinou odjede definitivně do Paříže a poslední den pobytu to sdělil Olze. Olga okamžitě z Karlových Varů odjela na chatu k Berounce, kde se setkala s Milošem Hájem. Přiznala mu svůj cit a rozhodnutí již nikdy Ronského nevidět. Miloš Háj se ji snažil rozptýlit a slíbil, že ji bude stále nablízku, aby nepodlehla náhlému hnutí a nevyhledala Ronského.
Ronský odjel do Paříže, aniž se mu s Olgou podařilo rozloučit, občas se ozval pohledem, ale Olga dodržovala své předsevzetí. Během každodenních styků s „lékařem zlomených srdcí“ Milošem Hájem si uvědomila, že si k němu vybudovalo pevné pouto a když ji požádal o ruku, přijala.

## Citát
„A Petr Ronský? Zapomenut!? Milošova láska tkví v našem, prostém životě, to je můj svět…. Petr patří do světa nesplněných tužeb…. To život naučil Olinu, protože ji neušetřil starostí a slz. Teď je dobře! Jsem úplně šťastna!“